# 飯島未賀
飯島 未賀（いいじま みか、1999年5月21日 - ）は、日本のタレント、女優、歌手。アイドルグループ・X21の元メンバー。

## 略歴
2014年に第14回全日本国民的美少女コンテスト マルチメディア賞受賞し、芸能界デビュー。2016年4月に同コンテストのファイナリストで構成される「X21」の追加メンバーとなり、2018年3月25日の卒業まで活動した。その後は趣味、特技であるクラシックバレエに邁進し、数々の大会で入賞する。芸能活動も続けており、モデル事務所に所属したのち、2021年よりサンミュージックに所属。2021年8月には「LARME」レギュラーモデルオーディション2021に参加し、LINE LIVE賞受賞。2022年には週刊ヤングマガジンのグラビアページに登場しグラビアアイドルとしての活動を開始するも現時点ではそれ以来雑誌等の掲載は一切無い。

## 出演

### テレビドラマ
- 彼が僕に恋した理由（2020年、TOKYO MX）
- エージェントファミリー〜我が家の特殊任務〜（2021年、関西テレビ） - 足立鈴子 役

### 映画
- 花のワルツ（2022年11月22日、監督：森田亜紀） - 立花美夏 役

### 舞台
- へなちょこヴィーナス (2020年9月17日-22日、アトリエファンファーレ高円寺) - 主演
- アオイの花（2022年1月20日-30日、テアトルBONBON）
- 放課後戦記2022（Team Blue）（2022年12月1日-3日、シアターミクサ）-　鴇色摩緒役
- Lily Project 第1弾公演『アサルトリリィ×私立ルドビコ女学院｢シュベスターの祈り｣』[再々公演]（2023年5月18日 - 12日、シアターサンモール） -  福山・ジャンヌ・幸恵 役[6]

### CM
- リクルートライフスタイル「じゃらん」（2019年）
- 日本輸入食品「リプトン」ウェブCM（2019年）
- 楽天「楽天GORA ドローンギャラリー」（2020年）
- レキットベンキーザー・ジャパン「メディキュット」（2020年）
- hoyu「luvca × dazzlinヘアケア商品」（2021年） - イメージモデル